# 塩山みさこ
塩山 みさこ（しおやま みさこ、本名 : 塩山弥紗子、1981年2月9日 - ）は、東京都出身の女優、タレント。ぱれっと所属。

## 来歴
中学生時代からテレビドラマ、CMなどに出演。その後ジャズダンサーとして活躍した後、2000年から本格的に女優活動を開始する。

## 出演

### テレビドラマ
- 笑顔の法則（2003年、TBS系）
- 独身3!!（2003年、テレビ朝日系）
- エースをねらえ!（2004年、テレビ朝日系） 星野美保 役
- Mの悲劇（2005年、TBS系）
- 時効警察 第二話（2006年、テレビ朝日系）藤山一子 役
- 富豪刑事デラックス 第五話（2006年、テレビ朝日系）
- ギャルサー 第五話（2006年、日本テレビ系）
- 特命係長 只野仁 SP '08 大手銀行派遣女子行員が仕掛けた罠（2008年2月2日、テレビ朝日）
- サラリーマン金太郎（2008年、テレビ朝日）佐野里佳子 役
- 交渉人〜THE NEGOTIATOR〜 第3話（2009年11月5日、テレビ朝日）喫茶店・店員　役
- 土曜ワイド劇場（テレビ朝日）
  - 「検事・朝日奈耀子13」（2013年3月9日）野々村直美 役
  - 「おとり捜査官・北見志穂17」（2013年6月8日）遠藤麻里 役
- 金曜プレステージ「検事・霞夕子5」（2013年12月13日、フジテレビ系）和田直子 役

### その他テレビ番組
- 汐留スタイル! 木曜レギュラー（日本テレビ）
- 世界ウルルン滞在記（毎日放送（TBS系））
- NHK高校講座・情報A（2005年4月 - 2009年3月、NHK教育）進行役
- 夢の扉 〜NEXT DOOR〜（TBS（2005年4月3日、2008年9月21日放送））ナビゲーター役

### 映画
- last summer
- 恋愛寫眞（2003年）
- トニー滝谷（2004年）

### CM
- ゼファーマ「カコナール2」（2004年 - 2005年）
- NTT DoCoMo「おサイフケータイ」（2004年 - 2005年） - 「ピッ!とガールズ」
- 日本郵政公社「2006年賀状」「2007年賀状」（2005年・2006年） - 小林結花役
- ヤンマー 企業広告（2006年・2007年）
- ソニー・コンピュータエンタテインメント PSP「みんなのスッキリ」（2009年）